# Betxèmeix
Betxèmeix (hebreu: בית שמש‎) és una ciutat del districte de Jerusalem d'Israel. L'antiga ciutat de Betxèmeix (en hebreu: la casa del sol) va ser batejada així pels caananeus, que s'hi establiren i adoraven la deessa del sol Shemesh. Les ruïnes de la ciutat bíblica encara es poden veure a Tel Betxèmeix, prop del Betxèmeix modern.

## Història
Les restes arqueològiques de l'antiga ciutat van ser descobertes a mitjans del segle xix i es començaren a excavar a principis del segle xx. La ciutat, antigament habitada pels caananeus i els Hicsos, es fundà el segle xviii aC i s'esmenta diverses vegades a la Bíblia. Entre les restes trobades hi ha portes, un dipòsit subterrani, tombes, cases, edificis públics, fortificacions i ceràmica.
El segle xiii aC Josuè conquerí la ciutat (Josuè 21, 16). Al segle xi aC, els filisteus la van vèncer els israelites a la batalla d'Eben-ezer i van prendre l'Arca de l'Aliança, que després van retornar perquè els duia mala sort (1r Samuel 6, 12).
Betxèmeix fou, cap a l'any 800 aC, escenari d'una batalla entre el rei Amasies de Judà i el rei Jehoaix d'Israel (2 Reis 14, 11). A l'època romana Betxèmeix encara era habitat, i al segle xiv s'hi construí un caravanserrall.
La ciutat moderna es fundà el 1952. Durant l'etapa d'expansió del municipi van venir immigrants jueus especialment del nord d'Àfrica i de l'Orient Mitjà, i en els darrers anys de països de l'antiga Unió Soviètica.

### Bet Gamal
Cinc quilòmetres al sud de Betxèmeix hi ha el monestir de Bet Gamal (o Bet Jimal), construït el 1881 per religiosos salesians. El nom significa "casa de Gamaliel", un doctor de la llei que educà Sant Pau. Actualment en queden pocs i es dediquen al cultiu d'hortalisses i de vinya, i han estat moltes vegades guardonats pel seu oli d'oliva i pel seu vi.
Al monestir hi ha moltes restes arqueològiques del període romà d'Orient, incloent-hi un mosaic al sòl provinent d'una església construïda al mateix lloc el segle v o VI sobre la tomba del primer màrtir cristià, Sant Esteve, que els salesians van descobrir el 1916. En el transcurs d'unes excavacions dutes a terme a partir de 1989, es van trobar una altra església romana d'Orient i una premsa d'oli a uns dos quilòmetres del monestir.

## Dades estadístiques

### Demografia
Segons l'Oficina Central d'Estadística d'Israel (OCEI), la població de la ciutat és un 100% jueva o no-àrab, i no hi ha un nombre significatiu d'àrabs. Entre aquests habitants, n'hi ha milers que són colons immigrants.
L'any 2001 hi havia 24.500 homes i 24.600 dones. La població de la ciutat es compon en un 47,6% de persones de 0-19 anys, un 17,1% de persones d'entre 20 i 29 anys, un 18,8% d'entre 30 i 44, un 9,4% d'entre 45 i 59, un 2,1% d'entre 60 i 64, i un 5% de majors de 65. La taxa de creixement de la població aquell mateix any era d'11,2%.
La població de Betxèmeix és formada, en una part considerable i creixent, per jueus ortodoxos, ja que les famílies religioses cerquen habitatges fora del centre de Jerusalem capaços d'allotjar famílies nombroses. La ciutat disposa, a més, de nombroses sinagogues i ieixivà.
Modernament, el municipi s'ha expandit amb la construcció de dos nous barris, els Alts de Betxèmeix (רמת בית שמש, Ramat Bait Shemesh). Els habitants són principalment jueus ultraortodoxos i immigrants nord-americans, i han sorgit algunes tensions entre tots dos grups per les diferents tradicions i maneres de vestir.

### Ingressos
Segons l'OCEI, l'any 2000 hi havia 12.518 empleats i 849 autònoms a la ciutat. El salari mensual mitjà de la ciutat per als empleats era de 4.858 nous shequels. El salari mitjà dels homes era de 6.631 nous shequels i el de les dones era de 3.162 nous shequels. Els ingressos mitjans dels autònoms eren de 5.840 nous shequels. 744 persones rebien prestació d'atur i 2.701 ajuda social.

### Ensenyament
Segons l'OCEI, hi ha 40 centres educatius i 9.322 estudiants a la ciutat. Hi ha 29 escoles primàries amb 6.619 estudiants i 15 escoles secundàries amb 2.703 estudiants. L'any 2001, un 50,1% dels estudiants d'últim curs de secundària es van graduar.

## Indústria
D'entre l'agricultura local destaca el cultiu del raïm. El raïm s'exporta a poblacions properes, com per exemple Bet Jala, tot i que a Betxèmeix mateix s'hi produeix vi sota la marca "Singer Cellars".
Durant el boom tecnològic, Betxèmeix fou seu de nombroses empreses del sector, entre les quals Alchemedia, 2am i Shoutmail. Actualment encara segueix sent un important centre de la informàtica, i empreses com Degel Software, NMS and Net2phone tenen oficines a l'àrea de Betxèmeix.
La ciutat també és seu de la Bet Shemesh Engines Ltd., empresa que es dedica a la producció i reparació de motors i components aeronàutics.
La majoria dels primers habitants de la ciutat treballaven en la reforestació de la zona i s'han generat nombroses pinedes. També hi ha una fàbrica de ciment, que extreu roca calcària de les muntanyes de Judea.